# 大津顕杜
大津 顕杜（おおつ けんと、1991年12月7日 - ）は、日本の陸上競技選手。熊本市立千原台高等学校、東洋大学卒業。トヨタ自動車九州陸上競技部所属。第90回東京箱根間往復大学駅伝競走における金栗四三杯（最優秀選手賞）の受賞者。

## 来歴・人物
- 高校時代はエースとしてチームを初の全国高校駅伝出場へ導いた。1区を走り区間20位であった。
- 東洋大学陸上競技部では同学年の設楽啓太（現在日立物流所属）・設楽悠太（現在Honda所属）兄弟らとともに活躍。箱根駅伝では二度のチーム総合優勝と二度の区間賞を経験している。
- 2年生で箱根駅伝に初出場。8区を走り初出場ながら区間記録にあと7秒という高タイムで区間賞を獲得。山の神・柏原竜二（当時4年生、現在富士通所属）が主将として率いた東洋大学は往路・復路・総合新記録を打ち立て完全優勝を果たした。
- 3年次は出雲駅伝に初出場。最終6区を任されチームの連覇をかけ走った。東洋大学は5区高久龍（現ヤクルト所属）の区間新の走りで前を行く青山学院大学との差を詰めたが、大津は出岐雄大に離されてしまい連覇を逃した。また箱根駅伝では、2年次と同じく8区を走る。前年区間賞を経験した区間での出走であったが思うように走ることができず区間7位に沈む。大砲柏原が卒業したチームも総合2位と連覇を逃し悔しい結果となった。
- 4年次の箱根駅伝では最終区間10区を担当。トップでタスキを受け取ると区間記録にあと9秒と堂々と区間賞の走りで2位以下にさらに差を付け、東洋大学史上4度目、2年ぶりの総合優勝を決めるゴールテープを切った。東洋大学は2年前と同じく完全優勝を果たし、2年前に打ち立てた復路新記録を更新。双子のダブルエース設楽兄弟が往路にまわったにもかかわらず復路新を打ち立て、東洋大学の絶対的強さを見せつけたとして、大津は金栗四三杯を受賞。柏原竜二に次ぐ東洋大学史上2人目の同賞受賞者となった[2]。
- 2014年トヨタ自動車九州に入社。トヨタ自動車九州は高卒実業団入りの選手が大半を占めるチームであり、大卒の選手としては当時は珍しい入社先であった。
- トヨタ自動車九州では、ルーキーイヤーから即戦力として駅伝での活躍が期待され、2014年の九州実業団毎日駅伝では森下広一監督に最終区間7区を任される。期待の中3位でタスキを受け取り走り出したが、ペースが上がらず順位を4位に落としてフィニッシュ。レース後森下監督に「エースで7区に起用した大津がああいう走りじゃ元旦（ニューイヤー駅伝で）使えない。」と評価を受ける[3]。その言葉に奮起し調子を上げた大津は翌2015年のニューイヤー駅伝でも最終区間7区を任されることとなった。3チームの7位集団が大津の待つ第6中継所にほぼ同着でなだれ込み、その後7区でも3チームによる入賞争いが繰り広げられた。勝負はラストまで持ち込まれスパート合戦となったが、大津は最後に遅れを取り、集団最後尾の総合9位でゴール。トヨタ自動車九州は8位入賞を逃し、再び実業団駅伝の洗礼を受けることになってしまった。

## 駅伝戦績

### 大学駅伝戦績
| 学年               | 出雲駅伝                    | 全日本大学駅伝              | 箱根駅伝                                  |
| ------------------ | --------------------------- | --------------------------- | ----------------------------------------- |
| 1年生 （2010年度） | 第22回 － － － 出走なし    | 第42回 不出場               | 第87回 － － － 出走なし                  |
| 2年生 （2011年度） | 第23回 不出場               | 第43回 － － － 出走なし    | 第88回 8区-区間賞 1時間04分12秒 歴代5位   |
| 3年生 （2012年度） | 第24回 6区-区間6位 30分39秒 | 第44回 － － － 出走なし    | 第89回 8区-区間7位 1時間07分24秒          |
| 4年生 （2013年度） | 第25回 － － － 出走なし    | 第45回 5区-区間3位 34分41秒 | 第90回 10区-区間賞 1時間09分08秒 歴代10位 |

### 実業団駅伝競走
| 年度                   | 大会                               | 所属             | 区間 | 区間順位 | 記録          | 総合順位             |
| ---------------------- | ---------------------------------- | ---------------- | ---- | -------- | ------------- | -------------------- |
| 2014年度 （入社1年目） | 第51回九州実業団対抗毎日駅伝大会   | トヨタ自動車九州 | 7区  | 区間5位  | 43分04秒      | トヨタ自動車九州4位  |
| 2014年度 （入社1年目） | 第59回全日本実業団対抗駅伝競走大会 | トヨタ自動車九州 | 7区  | 区間5位  | 48分53秒      | トヨタ自動車九州9位  |
| 2015年度 （入社2年目） | 第52回九州実業団対抗毎日駅伝大会   | トヨタ自動車九州 | 6区  | 区間3位  | 27分26秒      | トヨタ自動車九州2位  |
| 2015年度 （入社2年目） | 第60回全日本実業団対抗駅伝競走大会 | トヨタ自動車九州 | 1区  | 区間10位 | 35分30秒      | トヨタ自動車九州3位  |
| 2016年度 （入社3年目） | 第53回九州実業団対抗毎日駅伝大会   | トヨタ自動車九州 | 6区  | 区間2位  | 38分10秒      | トヨタ自動車九州3位  |
| 2016年度 （入社3年目） | 第61回全日本実業団対抗駅伝競走大会 | トヨタ自動車九州 | 7区  | 区間8位  | 48分44秒      | トヨタ自動車九州3位  |
| 2017年度 （入社4年目） | 第54回九州実業団対抗毎日駅伝大会   | トヨタ自動車九州 | 3区  | 区間4位  | 37分55秒      | トヨタ自動車九州5位  |
| 2017年度 （入社4年目） | 第62回全日本実業団対抗駅伝競走大会 | トヨタ自動車九州 | 3区  | 区間7位  | 39分00秒      | トヨタ自動車九州4位  |
| 2018年度 （入社5年目） | 第55回九州実業団対抗毎日駅伝大会   | トヨタ自動車九州 | 3区  | 区間4位  | 32分22秒      | トヨタ自動車九州6位  |
| 2018年度 （入社5年目） | 第63回全日本実業団対抗駅伝競走大会 | トヨタ自動車九州 | 1区  | 区間18位 | 36分10秒      | トヨタ自動車九州6位  |
| 2019年度 （入社6年目） | 第56回九州実業団対抗毎日駅伝大会   | トヨタ自動車九州 | 5区  | 区間6位  | 38分34秒      | トヨタ自動車九州6位  |
| 2019年度 （入社6年目） | 第64回全日本実業団対抗駅伝競走大会 | トヨタ自動車九州 | 4区  | 区間7位  | 1時間05分03秒 | トヨタ自動車九州12位 |